# 喬爾尼日
51°2′52″N 25°50′5″E / 51.04778°N 25.83472°E
喬爾尼日（烏克蘭語：Чорниж）是位於烏克蘭西部沃倫州裏盧茨克區的村莊，始建於1583年，面積2.59平方公里，海拔高度182米，2001年人口1,630，人口密度每平方公里630.32人。